# Calçoene
Calçoene, amtlich Município de Calçoene, ist eine Kleinstadt mit großem Gemeindegebiet im brasilianischen Bundesstaat Amapá in der Região Norte. Sie ist rund 374 km von der Hauptstadt Macapá entfernt. Die Bevölkerungszahl wurde 2024 auf 11.391 Einwohner geschätzt. Die Einwohner, die auf dem etwa 14.231 km² großen Gebiet leben, werden Calçoenenser (portugiesisch calçoenenses) genannt. Die Bevölkerungsdichte lag 2022 bei 0,7 Personen pro km².

## Geographie
Die Landschaft und Biom sind vorwiegend durch Amazonischen Regenwald, im Westen auch durch Cerrado geprägt. Der Ort liegt am Rio Calçoene, der in den Südatlantik mündet. Neben Flussverkehr ist Calçoene über die Landesstraße AP-156 erreichbar.
Das Gesamtgebiet des Munizips hat im Vergleich fast die Größe von Schleswig-Holstein. Der Munizip ist in drei Distrikte geteilt: Calçoene (Sitz), Cunani und Lourenço.

## Klima
Das Klima ist tropisch nach der Klimaklassifikation nach Köppen und Geiger Am/Af. Die Durchschnittstemperatur beträgt 26,4 °C. Es gibt viel Niederschlag und wenige Trockenperioden.
Monatliche Durchschnittstemperaturen und -niederschläge für Calçoene
|                   | Jan  | Feb  | Mär  | Apr  | Mai  | Jun  | Jul  | Aug  | Sep  | Okt  | Nov  | Dez  |   |      |
| Temperatur (°C)   | 25,7 | 25,5 | 25,9 | 26,1 | 26,2 | 26,3 | 26,6 | 27,0 | 27,2 | 27,2 | 26,9 | 26,3 | Ø | 26,4 |
| Niederschlag (mm) | 459  | 485  | 483  | 508  | 564  | 340  | 179  | 86   | 40   | 34   | 97   | 330  | Σ | 3605 |

## Geschichte
Das Gebiet, früher auch als Cunha do Norte bekannt, unterstand bis 1956 dem Munizip Amapá und wurde durch Ausgliederung zum 22. Dezember 1956 eine rechtlich selbständige Gemeinde.
2017 änderte das Instituto Brasileiro de Geografia e Estatística die Zuordnung zu geostatistischen Regionen und teilte die Gemeinde der Região geográfica imediata Oiapoque und der Região geográfica intermediária Oiapoque-Porto Grande zu.

## Stadtverwaltung
Exekutive: Bei der Ergänzungskommunalwahl 2016 für Amapá wurde Jones Fábio Nunes Cavalcante Stadtpräfekt (Bürgermeister) für die Amtszeit von 2017 bis 2020, der für den Partido Popular Socialista (PPS) angetreten war. Die Legislative liegt bei einem Stadtrat (Câmara Municipal) aus neun gewählten Stadtverordneten (vereadores).
Calçoene gilt als strukturschwach und erhielt 2016 Bundeszuschüsse in Höhe von 10.510.655 Real (etwa 2,489 Mio. Euro) und Staatszuschüsse von 1.983.042 Real (etwa 469.529 Euro).

## Lebensstandard
Der Index der menschlichen Entwicklung für Städte, abgekürzt HDI (portugiesisch: IDH-M), lag 1991 bei dem sehr niedrigen Wert von 0,342, im Jahr 2000 bei dem als niedrig eingestuften Wert von 0,488, im Jahr 2010 bei dem mittleren Wert von 0,643.

## Ethnische Zusammensetzung
Ethnische Gruppen nach der statistischen Einteilung des IBGE (Stand 2010 mit 9000 Einwohnern):
| Gruppe                    | Anteil (2010) | Anmerkung                        |
| ------------------------- | ------------- | -------------------------------- |
| Pardos                    | 5.957         | Mischrassige, Mulatten, Mestizen |
| Brancos                   | 1.667         | Weiße, Nachfahren von Europäern  |
| Pretos                    | 1.260         | Schwarze                         |
| Amarelos                  | 117           | Asiaten                          |
| Indígenas (nicht erfasst) |               | indigene Bevölkerung             |